# کلیس پدوزین
کلیس پدوزین (انگلیسی: Kelis Peduzine؛ زادهٔ ۲۱ آوریل ۱۹۸۳) بازیکن فوتبال اهل کلمبیا است.
وی همچنین در تیم ملی فوتبال تیم ملی فوتبال زنان کلمبیا بازی کرده‌است.